# Семетлер
Семетлер (тур. Semetler) је насељено место у округу Карамурсел у вилајету Коџаели, Турска. Према попису из 2020. било је 277 становника.
Семетлер настањују Бошњаци, чији су се преци доселили крајем 19. века из Босне и Херцеговине.